# Brava Gente Brasileira
Brava Gente Brasileira é um filme de longa-metragem brasileiro de 2000, do gênero drama, dirigido por Lúcia Murat. Teve como principal elenco os atores Diogo Infante, Floriano Peixoto e Luciana Rigueira.
"Brava Gente Brasileira" é um dos versos que o jornalista Evaristo da Veiga escreveu para o refrão do Hino da Independência, que ganhou música do imperador Dom Pedro I e que foi, até 1890, o Hino Nacional Brasileiro.
Recebeu diversos prêmios e indicações no Brasil e no exterior.

## Sinopse
Ao chegar na região do Médio-Paraguai no Pantanal, em 1778, ao envio da Coroa Portuguesa para realizar um levantamento topográfico, Diogo de Castro e Albuquerque (Diogo Infante) acompanhado de alguns soldados, passam por alguns desencontros.. O grupo de portugueses se direcionam ao Forte Coimbra, construção localizada às margens do Rio Paraguai, local esse em que o grupo tenta negociar um acordo de paz com os índios cavaleiros, que tem um grande interesse pelo Forte Nesse ínterim, os portugueses se envolvem no estupro de mulheres índias da tribo Kadiwéu que estavam tomando banho num rio. No seguimento da aventura, Diogo passa por conflitos ao ver a dura realidade e os interesses nessa missão.
O enredo do filme retrata o conflito de dois mundos, da cultura entre brancos (colonizadores) e nativos (colonizados), portugueses e índios do século século XVIII.

## Elenco principal

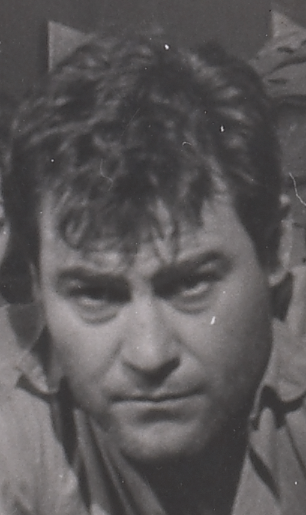
Leonardo Villar interpretou o personagem "Comandante"

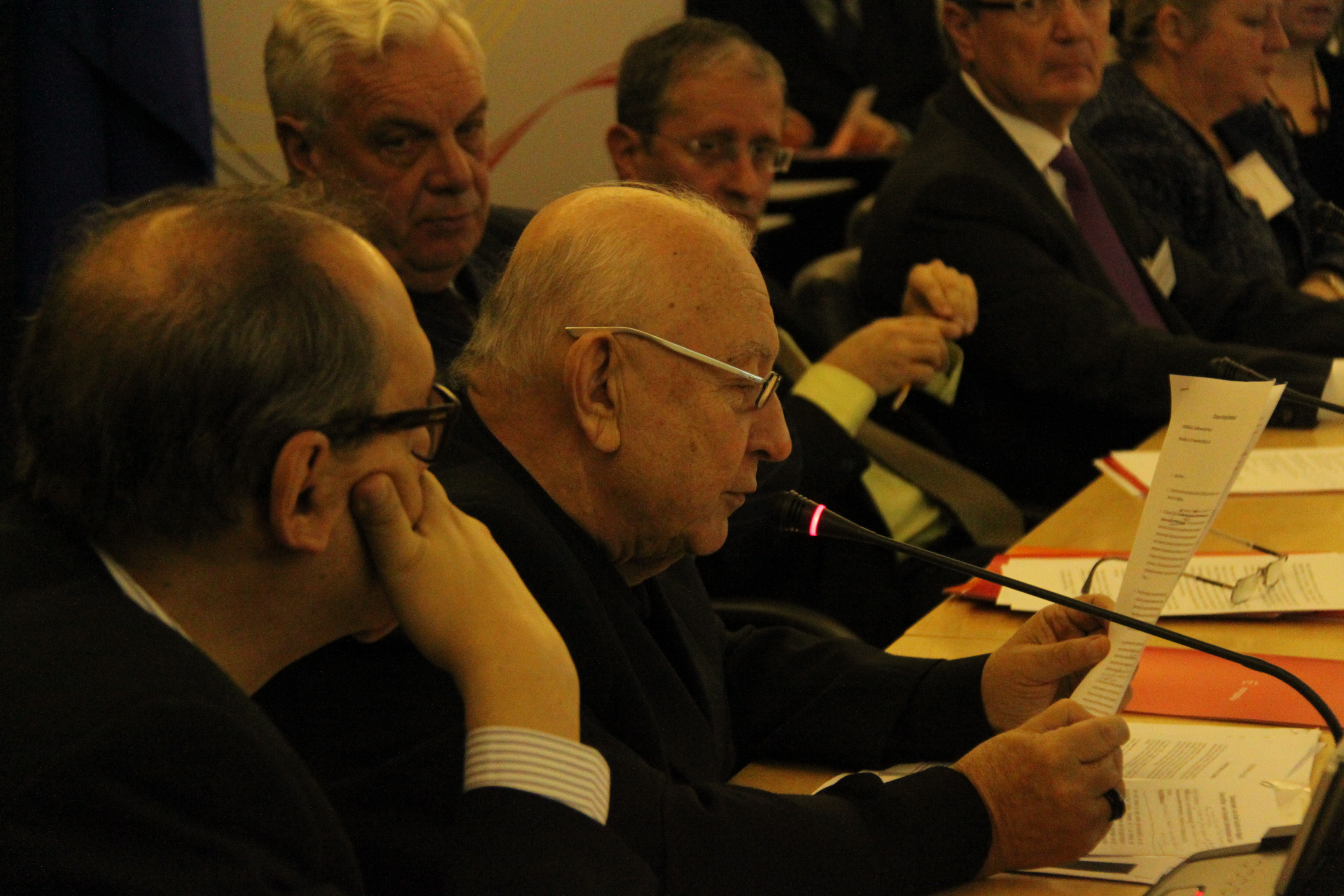
Sérgio Mamberti interpretou o Padre

O filme contou com a participação de atores e atrizes brasileiros e portugueses.
| Ator                | Personagem                    |
| ------------------- | ----------------------------- |
| Diogo Infante       | Diogo de Castro e Albuquerque |
| Floriano Peixoto    | Capitão Pedro                 |
| Luciana Rigueira    | Ánote                         |
| Leonardo Villar     | Comandante                    |
| Buza Ferraz         | Antônio                       |
| Murilo Grossi       | Alfonso                       |
| Sérgio Mamberti     | Padre                         |
| Adeílson Silva      | Januya                        |
| Hilário Silva       | Cacique Kadiwéu               |
| Vanessa Marcelino   | Anoã                          |
| Sandra da Silva     | Mãe de Anoã                   |
| William Soares      | Pai de Anoã                   |
| Alvanir Matchua     | Jovem guerreiro               |
| Edna Marcelino      | Irmã de Anoã                  |
| Lair da Silva       | Mulher com livro              |
| Vânia Matchua Leite | Mulher do comandante          |
| Aracy Matchua       | Parente de Ánote              |

## Prêmios, indicações e festivais
A estreia mundial do filme Brava Gente Brasileira aconteceu no dia 8 de setembro de 2000 no Festival de Toronto.
- Festival de Brasília - Melhor atriz e Melhor trilha sonora[9]
- Seleção Laboratório Sundance Institute - Brava Gente Brasileira - 1998[10]
- Seleção do Pólo de Cinema e Vídeo do DF[11]
- Prêmio de roteiro do MINC - Brava Gente Brasileira 1998[12]
- Selo da Comissão de Descobrimento[11]
- Festival Internacional de Mar del Plata (2001)[13]
- Palm Spring International Film Festival (2001)[13]
- Festival de Toulouse (2001)[13]
- 3 eme Festival du Cinema Bresilienne – Paris (2001)[13]
- Taos Talking Ideas – USA (2001)[13]
- Hong Kong International Film Festival (2001)[13]
- Seattle International Film Festival (2001)[13]
- Robert Flaherty Seminar (NY- USA) (2001)[14]

## Mídia caseira
O filme ganhou uma versão de DVD lançado pela Europa Filmes.